# Mellersta militärdistriktet (Sverige)
Mellersta militärdistriktet (MD M) var ett militärdistrikt inom svenska Försvarsmakten som verkade åren 2000–2005. Förbandsledningen var förlagd i Strängnäs garnison i Strängnäs.

## Historik
Inför försvarsbeslutet 2000 föreslog regeringen i sin propositionen för riksdagen, att den taktiska nivån bör reduceras genom att fördelnings- och försvarsområdesstaber samt marinkommandon och flygkommandon skulle avvecklas. Detta för att utforma ett armétaktiskt, marintaktiskt respektive flygtaktiskt kommando vilka skulle samlokaliseras med operationsledningen. Förslaget innebar att samtliga territoriella staber skulle avvecklas, vilket bland annat innebar att militärområdesstaberna upplöstes.
I dess ställe bildades den 1 juli 2000 fyra militärdistrikt, vilka i princip motsvarade geografiskt sett de tidigare militärområdena. Den stora skillnaden var att militärdistrikten var den lägsta nivån där chefen var territoriellt ansvarig. Inom militärdistrikten organiserades militärdistriktsgrupper efter den tidigare försvarsområdesindelningen. Vilket inom Mellersta militärdistriktet motsvarade tio militärdistriktsgrupper.
Inför försvarsbeslutet 2004 föreslog regeringen för riksdagen, efter förslag från Försvarsmakten, att reducera antalet militärdistriktsgrupper, där militärdistriktsgrupperna i Kristinehamn och Västerås inom Mellersta militärdistriktet föreslogs att avvecklas. Då det enligt Försvarsmakten skulle organiseras färre hemvärnsförband, men bättre utbildade och uppfyllda förband. Försvarsbeslutet innebar att Västmanlandsgruppen och Värmlandsgruppen avvecklas den 30 juni 2005, och dess uppgifter övertogs den 1 juli 2005 av Livregementets grenadjärgrupp respektive Upplandsgruppen. Vidare kom även bland annat Gotlands militärdistrikt att upplösas och avvecklas, vilket innebar att Gotlandsgruppen överfördes från den 1 januari 2005 till Mellersta militärdistriktet.
Inför försvarsbeslutet hade Försvarsmakten föreslagit tre alternativ till en förändrad militärdistriktsorganisationen. Den första handlingsvägen var att militärdistriktsorganisationen bibehölls. Den andra handlingsvägen skulle innebära att militärdistriktsstaberna sammanförs med ett utbildningsförband. Och den tredje handlingsvägen skulle innebära att militärdistriktsorganisationen avvecklas, och att ansvaret för den territoriella verksamheten överförs till Operativa insatsledningen (OPIL).
Att en förändring av militärdistriktsorganisationen var nödvändig delades av både regeringen, Försvarsmaktens och Försvarsberedningen. Men både 
regeringen och Försvarsberedningens ansåg att frågan behövdes ytterligare överväganden innan ett riksdags beslut var möjligt. Regeringens huvudalternativ var dock att organisationen skulle upplösas och avvecklas.
Den 2 juni 2005 presenterade regeringen sin proposition (2004/05:160) gällande en avveckling av militärdistriktsorganisationen. I porpositionen hänvisades regeringen till att "I det framtida insatsförsvaret och den beslutade insatsorganisationen finns det inte längre krav på eller behov av regional eller territoriell ledning som motiverar en särskild ledningsorganisation". Därmed ansåg regeringen att militärdistriktsorganisationen kunde avvecklas, något som Försvarsmakten även i en framställan till regeringen den 7 mars 2005 föreslagit. I dess ställe skulle fyra ledningsgrupper för säkerhetstjänst och samverkan inrättas, där ledningsgrupperna lokaliserade till Boden, Stockholm, Göteborg och Malmö.
Den 16 november 2005 beslutade riksdagen att militärdistriktsorganisationen skulle upplösas och avvecklas den 31 december 2005. Vilket innebar att militärdistriktsgrupperna omorganiserades till utbildningsgrupper och underställdes ett utbildningsförband. Detta medförde att samtliga ingående militärdistriktsgrupper överfördes från Mellersta militärdistriktet (MD M) och fördelades från den 1 januari 2006 på utbildningsförbanden, Första amfibieregementet (Amf 1), Helikopterflottiljen (Hkpflj), Livgardet (LG), Livregementets husarer (K 3), Upplands regemente (S 1). Från den 1 januari 2006 övergick Mellersta militärdistriktet till en avvecklingsorganisation, vilken verkade fram till 30 juni 2006.

## Verksamhet
Mellersta militärdistriktet lede sin verksamhet från Strängnäs med viss stabsverksamhet i Stockholm och dess främsta uppgift, i likhet med övriga militärdistrikt, var att leda den territoriella verksamheten inom distriktet, upprätthålla anbefalld beredskap och samverkan med totalförsvarets civila delar på regionala och lokala nivåer, samt att leda och genomföra utbildning av hemvärn och stödja de frivilliga försvarsorganisationerna. Distriktet omfattade Dalarnas län, Gävleborgs län, Stockholms län, Södermanlands län, Uppsala län, Värmlands län, Västmanlands län, Örebro län och Östergötlands län. Och från den 1 januari 2005 tillkom även Gotlands län i samband med att Gotlands militärdistrikt avvecklades den 31 december 2004.
Varje militärdistrikt bestod av ett antal militärdistriktsgrupper, inom Mellersta militärdistriktet ingick tio stycken grupper.
I samband med att Mellersta militärdistriktet avvecklades, överfördes den 1 januari 2006 det territoriella ansvaret till Högkvarteret, och ansvaret för de ingående grupperna till Första amfibieregementet (Amf 1), Livgardet (LG), Livregementets husarer (K 3), Helikopterflottiljen (Hkpflj) och Upplands regemente (S 1).

## Ingående enheter

### 2000–2004
- Dalregementsgruppen, Falun
- Gävleborgsgruppen, Gävle
- Livgardesgruppen, Stockholm
- Livgrenadjärgruppen, Linköping
- Livregementets grenadjärgrupp, Örebro
- Södermanlandsgruppen, Strängnäs
- Södertörnsgruppen, Muskö
- Upplandsgruppen, Enköping
- Västmanlandsgruppen, Västerås
- Värmlandsgruppen, Kristinehamn

### 2005–2005
Den 1 januari 2005 tillkom militärdistriktsgruppen i Visby. Den 1 juli 2005 antogs en ny organisation, då militärdistriktsgrupperna i Karlstad och Västerås upplösts och avvecklades den 30 juni 2005.

- Dalregementsgruppen, Falun
- Gotlandsgruppen, Visby
- Gävleborgsgruppen, Gävle
- Livgardesgruppen, Stockholm
- Livgrenadjärgruppen, Linköping
- Örebro-Värmlandsgruppen, Örebro
- Södermanlandsgruppen, Strängnäs
- Södertörnsgruppen, Muskö
- Upplands- och Västmanlandsgruppen, Enköping

## Förläggningar och övningsplatser
I samband med att Mellersta militärdistriktet bildades den 1 juli 2000, övertogs den stabsbyggnad som uppförts 1963 till dåvarande Östra militärområdet (Milo Ö). Vilka lokaliserades den 12 juni 1963 till Strängnäs. Stabsbyggnaden uppfördes i direkt anslutning till Södermanlands regemente (P 10). År 1966 uppfördes ytterligare en byggnad intill huvudbyggnaden. När Östra militärområdet (Milo Ö) och Bergslagens militärområde (Milo B) sammanslogs, övertogs fastigheten av Mellersta militärområdet (Milo M). Och den 1 juli 2000 övertogs fastigheten av Mellersta militärdistriktet. Efter att Mellersta militärdistriktet upplöstes och avvecklades 2005, lämnades fastigheten den 30 juni 2007. Våren 2015 revs fastigheten med de två kontorskomplexen. Till fastigheten tillhörde en båtbrygga samt en helikopterflygplats.

## Heraldik och traditioner
Vid bildandet av Mellersta militärdistriktet övertogs exempelvis traditioner och heraldiskt vapen från det tidigare Mellersta militärområdet (Milo M). Stabens marsch, "I parad" (Trobäck), ärvdes från Mellersta militärområdet. År 2003 instiftades Mellersta militärdistriktets förtjänstmedalj i guld (MDMGM). År 2003 instiftades Mellersta militärdistriktets förtjänstmedalj i silver (MDMSM), båda är i 8:e storleken. År 2005 instiftades Mellersta militärdistriktets minnesmedalj i silver (MDMMSM). Den 19 december 2005 manifesterades avvecklingen genom en nedläggnings- och överlämningsceremoni och den 31 december 2005 upplöstes distriktet officiellt.

## Förbandschefer

### Militärdistriktsbefälhavare
- 2000–2001: Generalmajor Kjell Koserius
- 2001–2002: Generalmajor Curt Westberg
- 2002–2005: Generalmajor Bo Waldemarsson
- 2005–2005: Överste Bengt Degerman[f]

### Stabschefer
- 2000–2004: Överste av 1. graden Knut Einar Henning Jonasson
- 2004–2005: Överstelöjtnant Ulf Robert Johansson

### Ställföreträdande stabschefer
- 2004–2005: Överstelöjtnant Bertil Nils Dahlrot

## Namn, beteckning och förläggningsort
| Mellersta militärdistriktet | 2000-07-01 | – | 2005-12-31 |
| Avvecklingsorganisation     | 2006-01-01 | – | 2006-06-30 |

| MD M    | 2000-07-01 | – | 2005-12-31 |
| Ao MD M | 2006-01-01 | – | 2006-06-30 |

| Strängnäs garnison (F) | 2000-07-01 | – | 2006-06-30 |

## Galleri

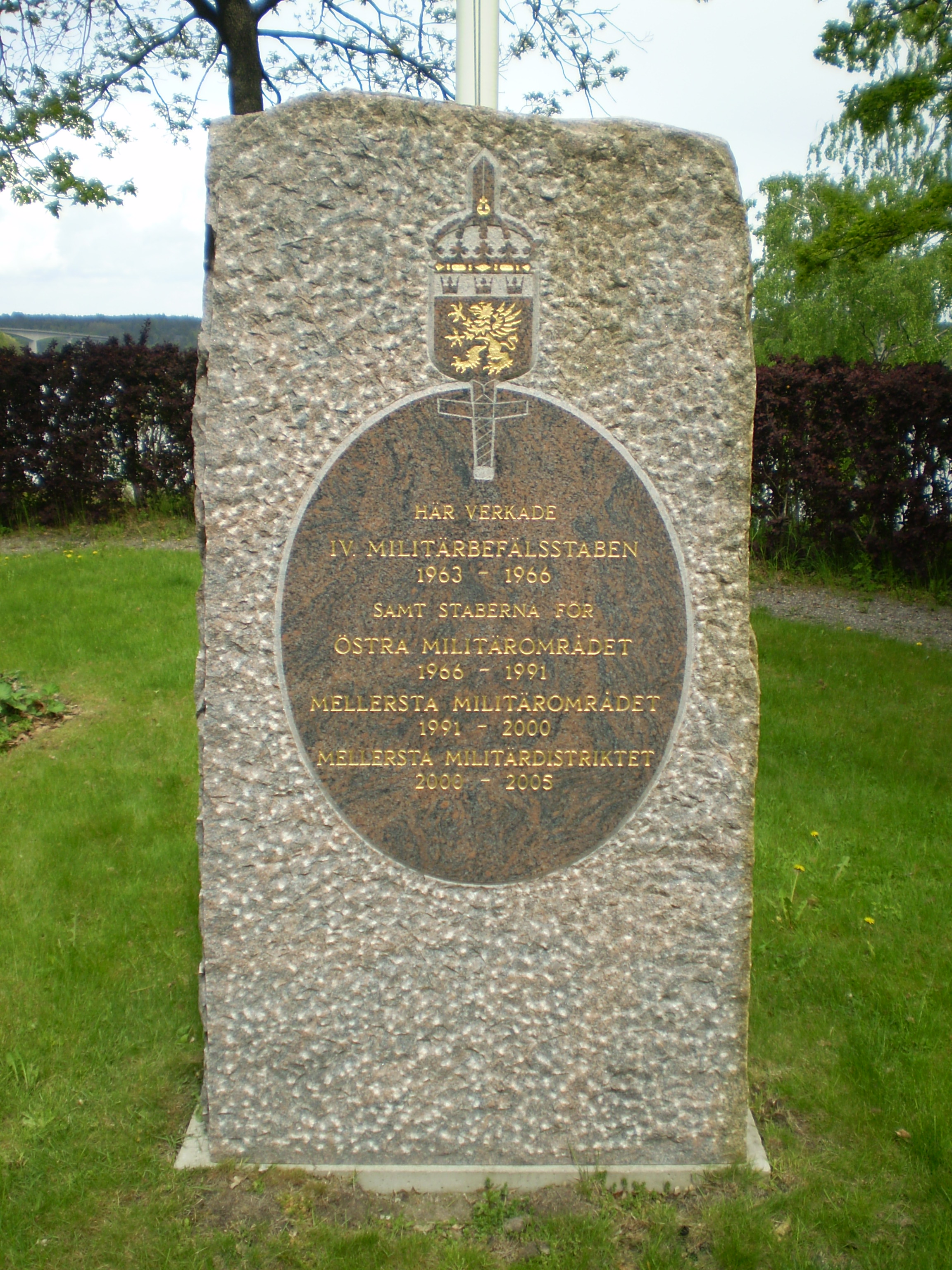
Minnessten
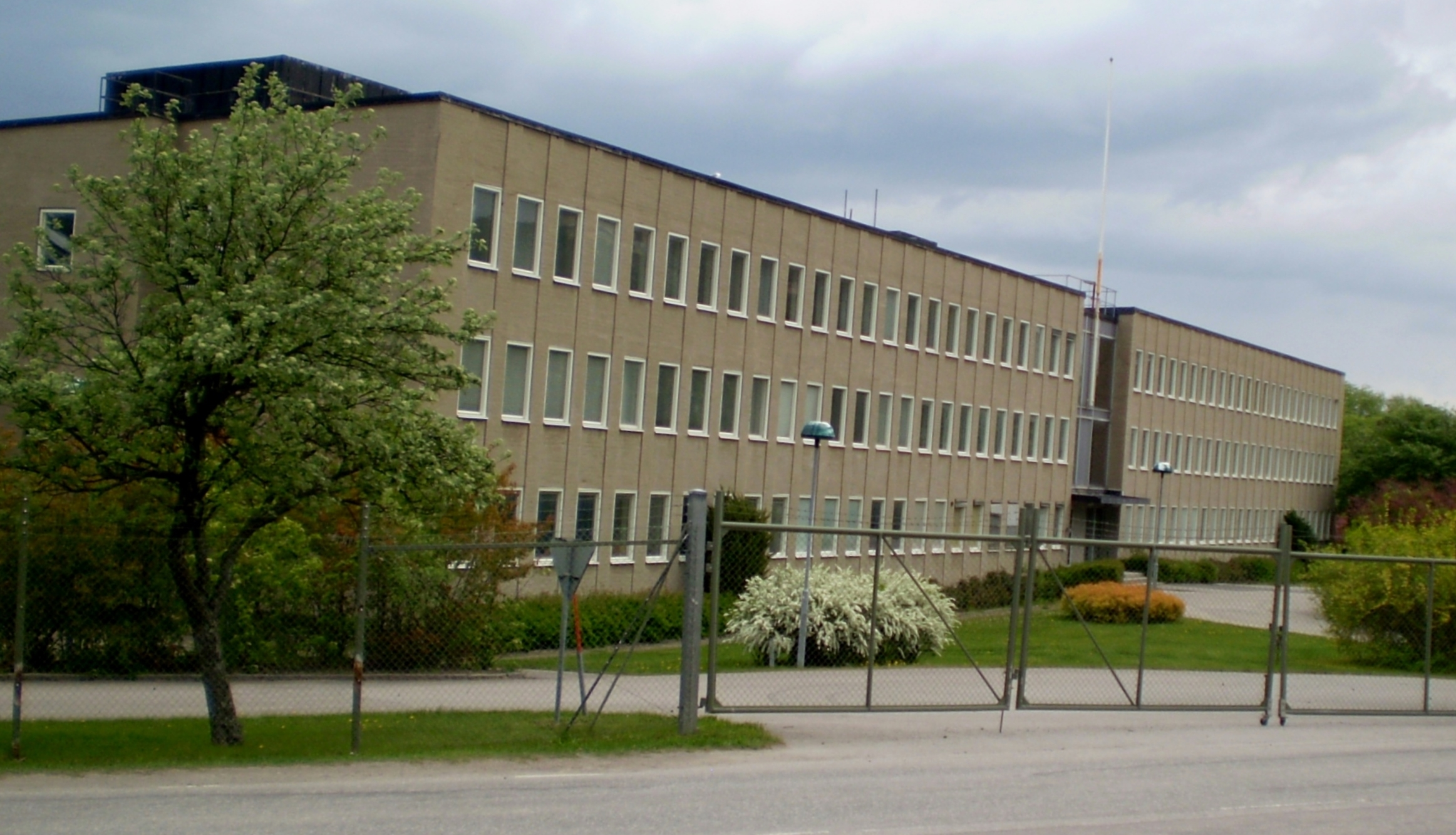
Stabsbyggnaden (2009)
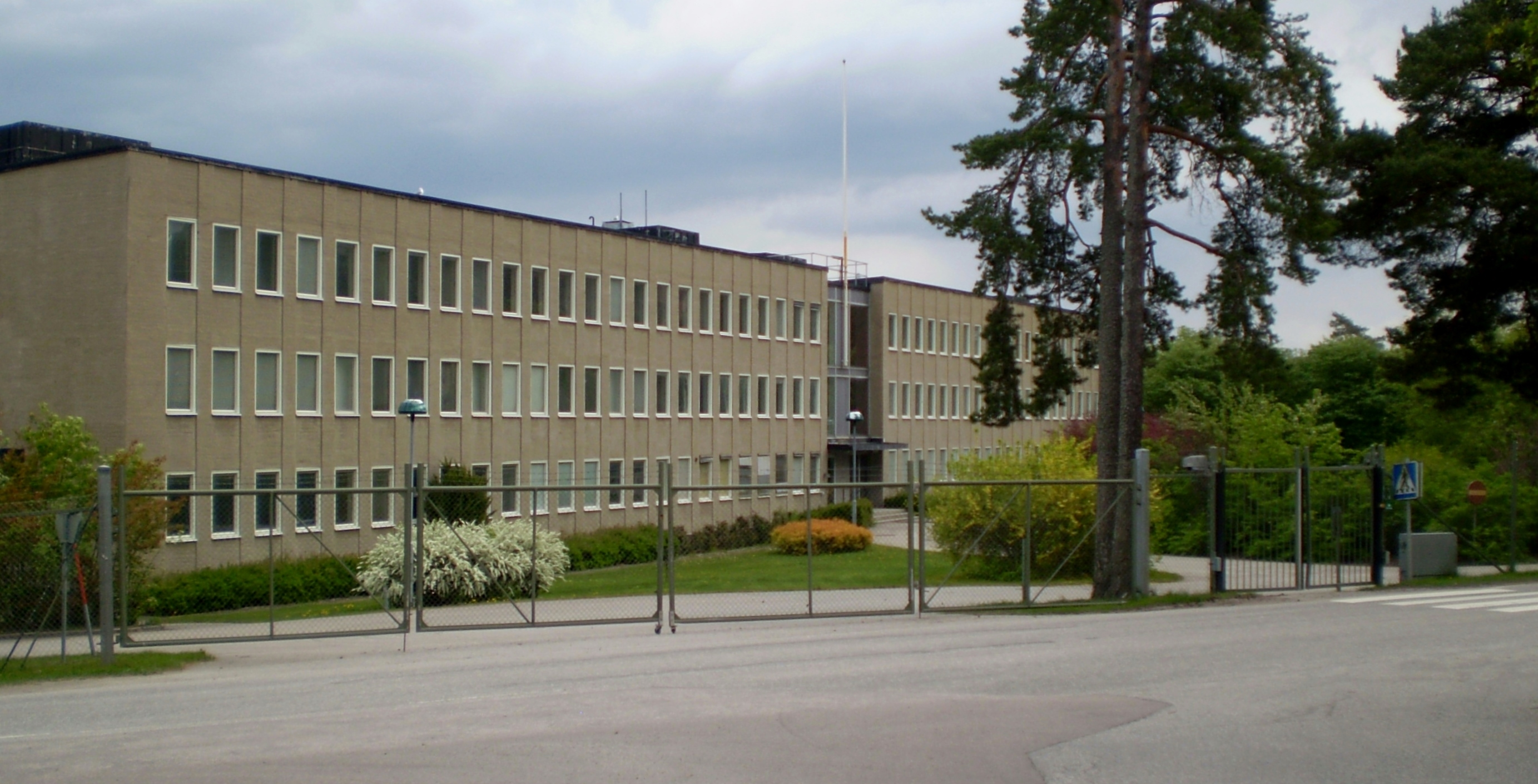
Stabsbyggnaden (2009)
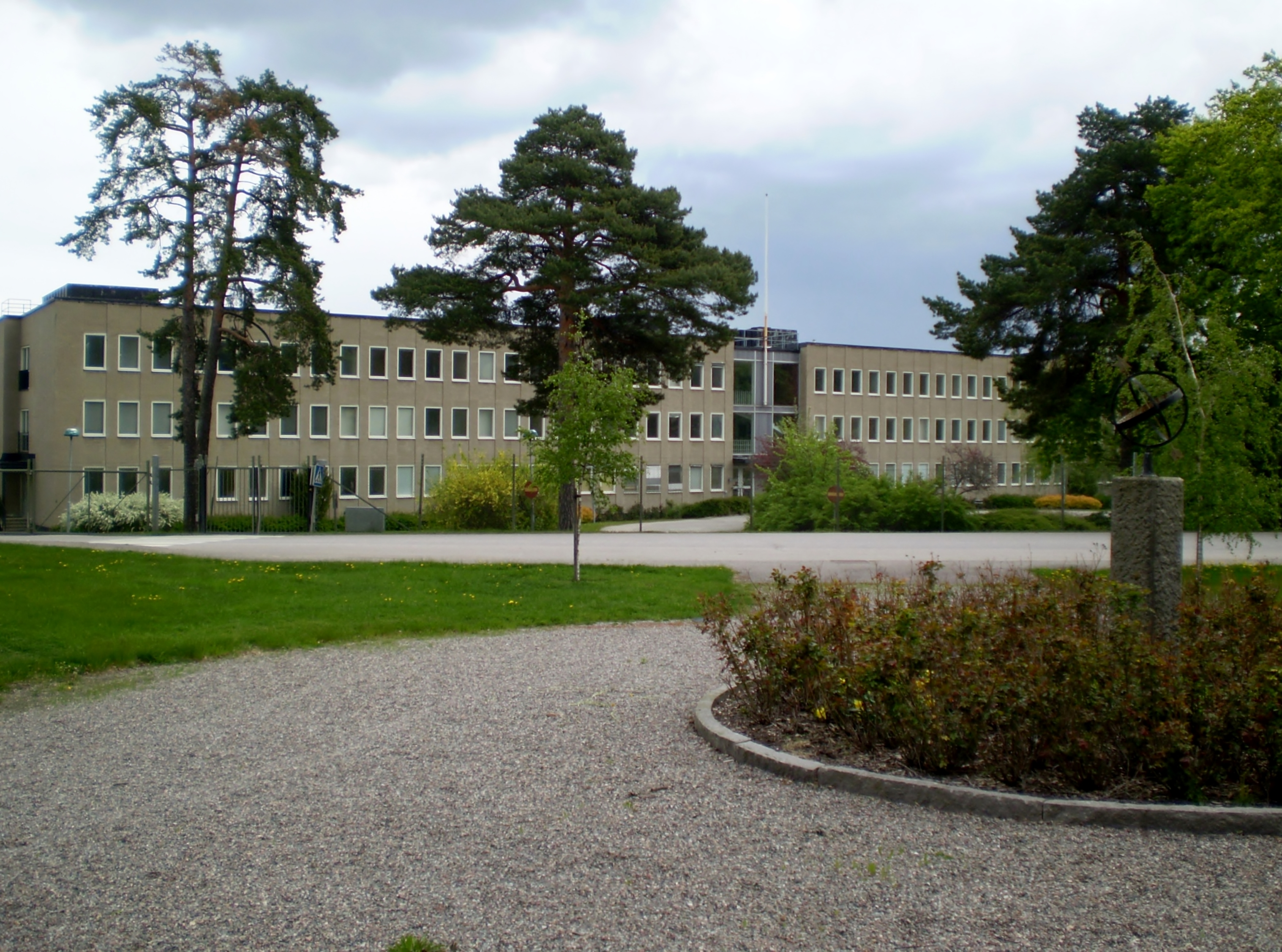
Stabsbyggnaden (2009)
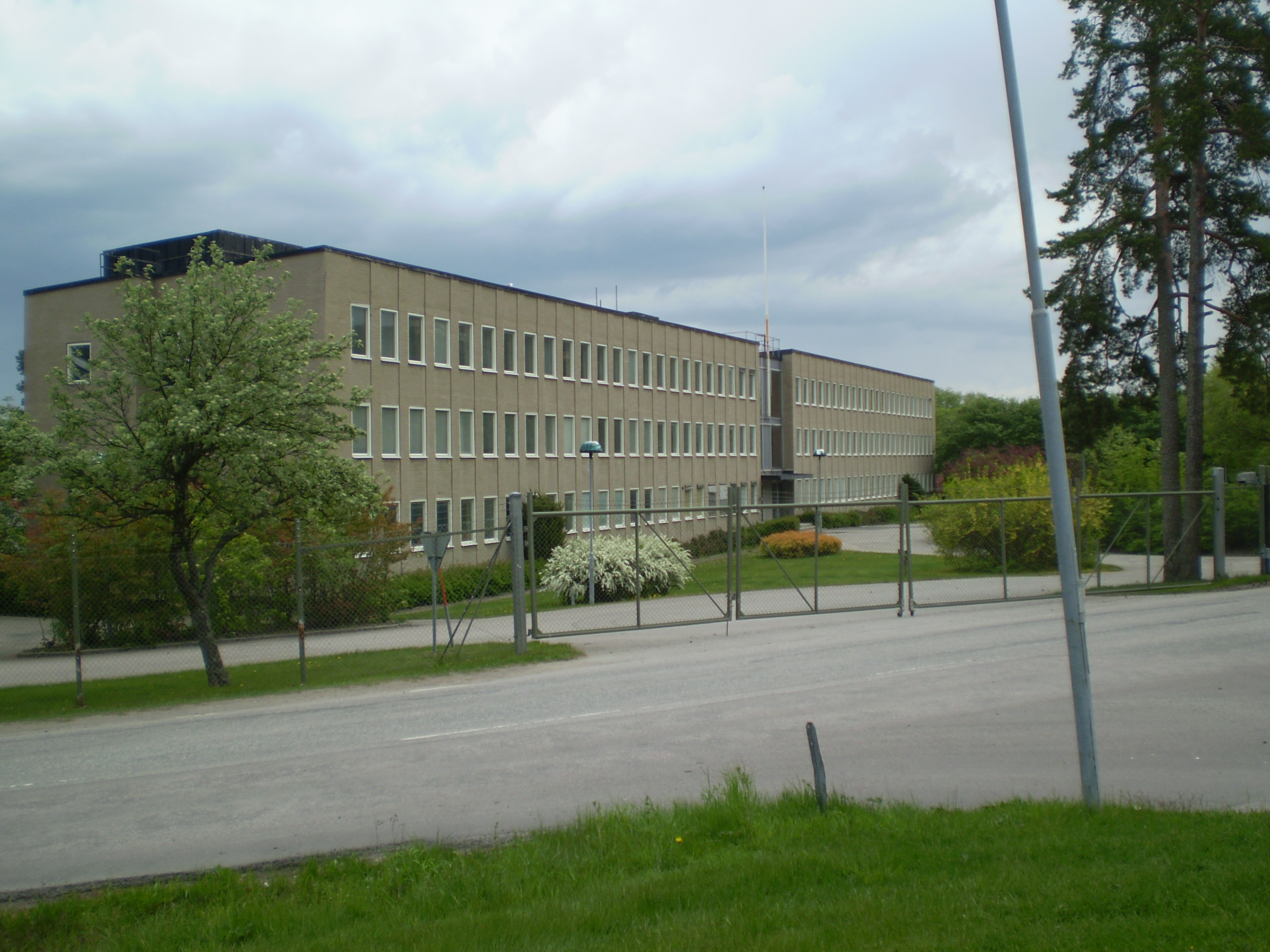
Stabsbyggnaden (2009)